# 中野富雄
中野 富雄（なかの とみお、1951年5月12日 - 2013年8月4日）は、日本のフルート奏者。

## 経歴
1951年（昭和26年）5月12日、福島県郡山市生まれ。東京芸術大学を卒業後同大学院を1978年（昭和53年）に修了。湯川和雄、吉田雅夫、金昌国、H・ペーターシュミッツに師事。この間、1976年（昭和51年）に第45回日本音楽コンクールに入選。翌年の1977年には、東京フィルハーモニー交響楽団に入団。1986年（昭和61年）まで首席奏者として活躍。大学院修了後の1980年（昭和55年）、ベルリン芸術大学に入学し翌年の1981年（昭和56年）同大学を首席で卒業。同年のプラハの春国際音楽コンクールでディプロマ賞を受賞。1987年（昭和62年）10月、NHK交響楽団に首席奏者として入団。各地で数多くのリサイタル、室内楽、ラジオ、テレビ等に多数出演、好評を博す。また、義姉の中野真理とのデュオコンサートも大好評を博した。後進の指導にも力を注ぎ東邦音楽大学特任助教授、武蔵野音楽大学講師を務め、神戸国際フルートコンクールの審査員、日本音楽コンクールの審査員、諮問委員も務めた。2013年（平成25年）8月4日、心不全のため死去。享年62。なお、妻の中野久美子（調久美子）、息子の中野一麻もフルート奏者である。

## 主な作品
- 華麗なるフルートの饗宴!決闘（フルート：中野富雄・中野真理、 ピアノ：丸山和範 ディスクアート 1997年）[23]

ほか。